# Thea von Harbou

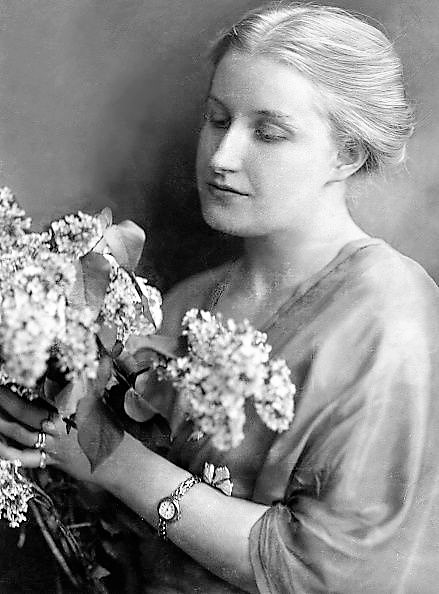
Thea von Harbou (1928)

Thea Gabriele von Harbou (* 27. Dezember 1888 in Tauperlitz, heute zu Döhlau; † 1. Juli 1954 in Berlin-Lichterfelde) war eine deutsche Theaterschauspielerin, Drehbuchautorin, Regisseurin und Schriftstellerin. Sie schrieb die Drehbücher zu einigen der bekanntesten deutschen Stummfilme – so zum Beispiel zu den Klassikern Metropolis und M von Fritz Lang, mit dem sie auch einige Jahre verheiratet war. Zweimal führte sie auch selbst Regie. Harbou zählt neben Leni Riefenstahl zu den prägenden, aber wegen ihrer Unterstützung des Nationalsozialismus auch umstrittenen Frauen des frühen deutschen Films.

## Leben

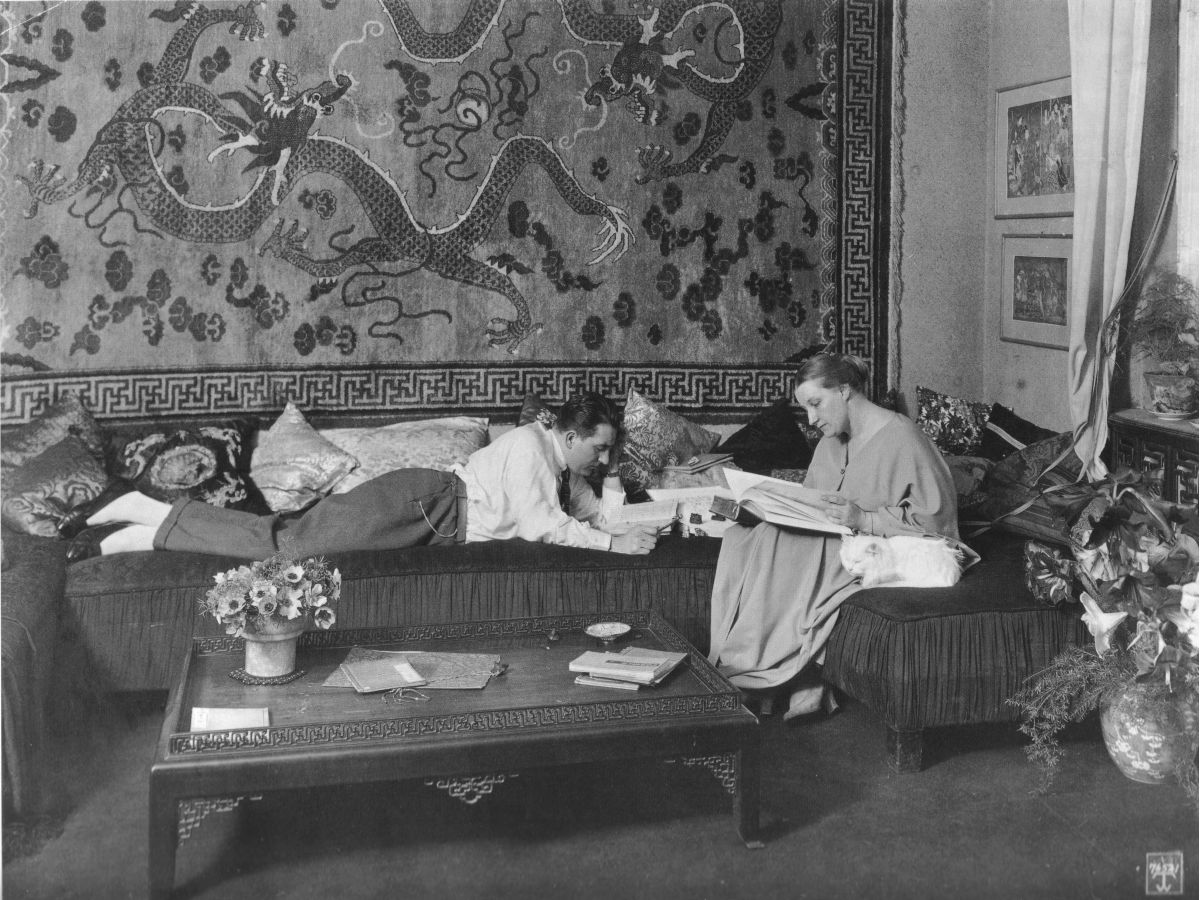
Fritz Lang und Thea von Harbou in ihrer Berliner Wohnung, Fotografie von Waldemar Titzenthaler, 1923 oder 1924

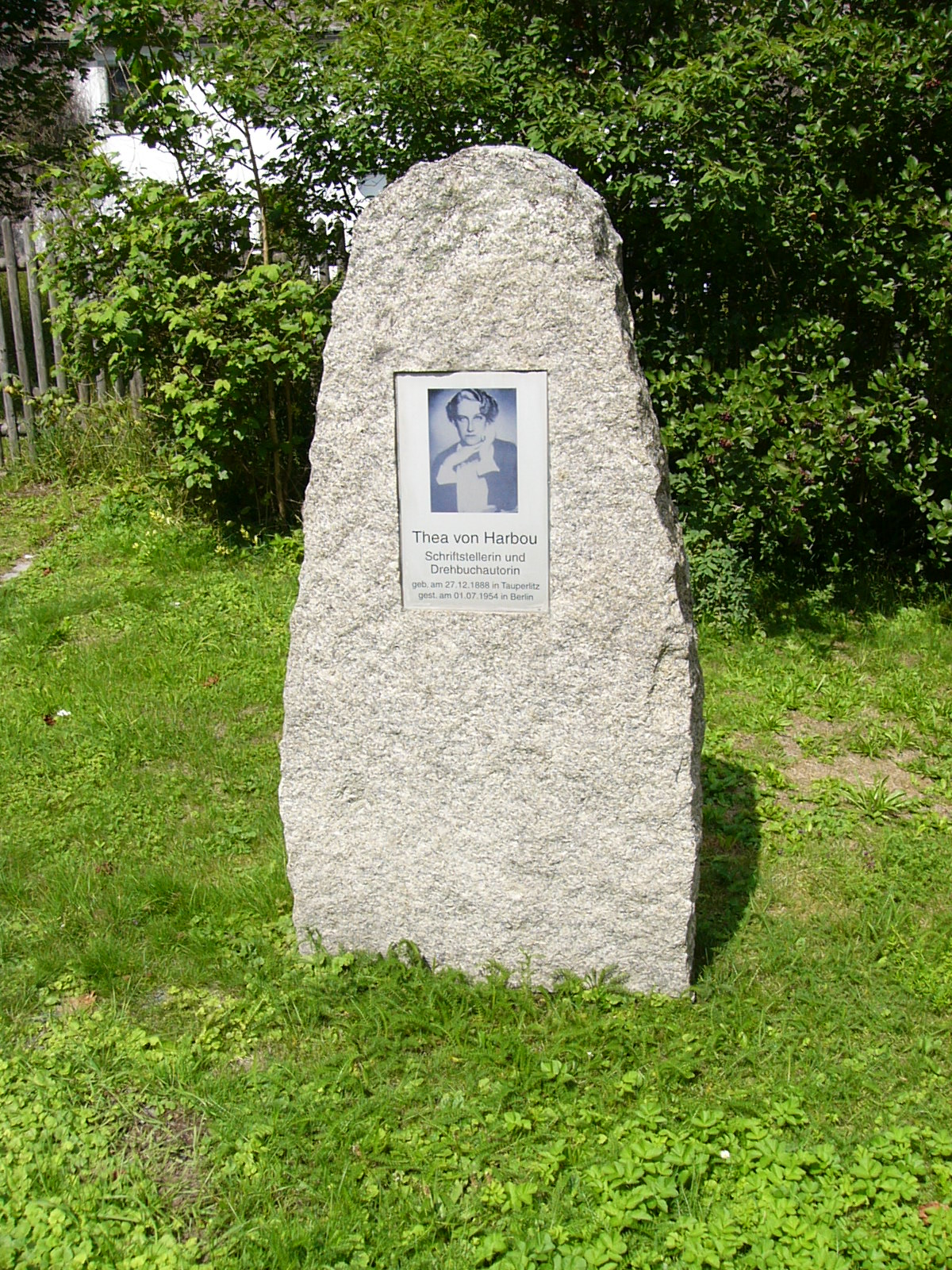
Gedenkstein im Geburtsort Tauperlitz

Thea von Harbou wurde als Tochter des Rittergutsbesitzers Baron Theodor von Harbou (1848–1913) und dessen Frau Clotilde Constance, geb. d’Alinge (1857–1938), in Tauperlitz (Kreis Hof) geboren. Ihr älterer Bruder war der Standfotograf und Schauspieler Horst von Harbou. Thea von Harbou unternahm ihre ersten literarischen und schauspielerischen Gehversuche schon in früher Jugend im Luisenstift in Niederlößnitz bei Dresden. Im Laufe der Jahrzehnte wurde sie eine der bekanntesten Unterhaltungsschriftstellerinnen des späten Kaiserreiches und der Weimarer Republik. Ihre Schauspielkarriere führte sie unter anderem an Theater in Aachen, Chemnitz, Düsseldorf und München.
Sie begann ihre Arbeit beim Film als Drehbuchautorin nach dem Ersten Weltkrieg und entwickelte sich schnell zur bedeutendsten Vertreterin ihrer Branche. Sie schrieb für Joe May, Carl Theodor Dreyer, Arthur von Gerlach, Friedrich Wilhelm Murnau und Fritz Lang. Von 1914 bis 1921 war sie mit dem Schauspieler Rudolf Klein-Rogge verheiratet. Bereits 1918 trennte sie sich von ihm, unterstützte ihn jedoch weiterhin durch die Beschaffung von Engagements in ihren Filmen. Klein-Rogge übernahm die Hauptrolle in dem Zweiteiler Dr. Mabuse, der Spieler (1922), zu dem Harbou das Drehbuch verfasste. Am 26. August 1922 heiratete Harbou Fritz Lang, den Regisseur dieses Films, den sie 1919 durch ihre Drehbuchtätigkeit kennengelernt hatte, und schrieb von nun an alle seine Drehbücher bis zu dessen Emigration 1933. Als weitere, auch heute noch bekannte, gemeinsame Filmprojekte sind der Zweiteiler Die Nibelungen (1922/24) oder M (1931) zu nennen. Im Gedächtnis bleibt Thea von Harbou vor allem durch den Film Metropolis, für den sie parallel zu ihrem gleichnamigen Roman das Drehbuch verfasste.
Die Arbeitsgemeinschaft zwischen Fritz Lang und Thea von Harbou hielt zwar bis zum Jahr 1933, die Ehe brach aber viel früher auseinander. Ein Auslöser für die Trennung war die Liaison von Fritz Lang mit der Schauspielerin Gerda Maurus. Zudem lernte Thea von Harbou beim Schnitt des Films Das Testament des Dr. Mabuse den Inder Ayi Tendulkar kennen, mit dem sie in den folgenden Jahren zusammenlebte. Die Scheidung von Lang und Harbou erfolgte im April 1933. Harbou führte 1933 und 1934 bei zwei Filmen Regie (Verfilmung von Gerhart Hauptmanns Drama Hanneles Himmelfahrt und des Films Elisabeth und der Narr), kehrte jedoch zu ihrem eigentlichen Metier zurück. In der Zeit des Nationalsozialismus war sie eine vielbeschäftigte Autorin. Anfang 1933, nach der Machtergreifung durch die Nationalsozialisten, wurde sie Vorsitzende des offiziellen, gleichgeschalteten Verbandes deutscher Tonfilmautoren. Am 8. Januar 1940 beantragte sie die Aufnahme in die NSDAP und wurde zum 1. April desselben Jahres aufgenommen (Mitgliedsnummer 8.015.334). Rolf Italiaander berichtet in seinem Tagebucheintrag vom 19. April 1945, wie er sie am Bahnhof Zoo antrifft, unter dem Parteiabzeichen ein Kriegsverdienstkreuz tragend. Sie sei zu diesem Zeitpunkt noch voller Siegeszuversicht gewesen. „Diese Dame ist jedenfalls ihrem Führer noch immer verfallen.“ Im Zuge der Entnazifizierung war sie 1945 kurz im Lager Staumühle interniert; hier soll sie Theateraufführungen für die Insassen geleitet haben. Ab 1948 war Harbou in Deutschland wieder für den Film im Bereich Synchronisation ausländischer Filme tätig.
Ihre Schriften Gold im Feuer (1916), Adrian Drost und sein Land (1937) und Aufblühender Lotos (1941) wurden in der Sowjetischen Besatzungszone auf die Liste der auszusondernden Literatur gesetzt. Der Lotos-Roman zielte auf eine Unterstützung der nationalsozialistischen Indienpolitik gegen Großbritannien.

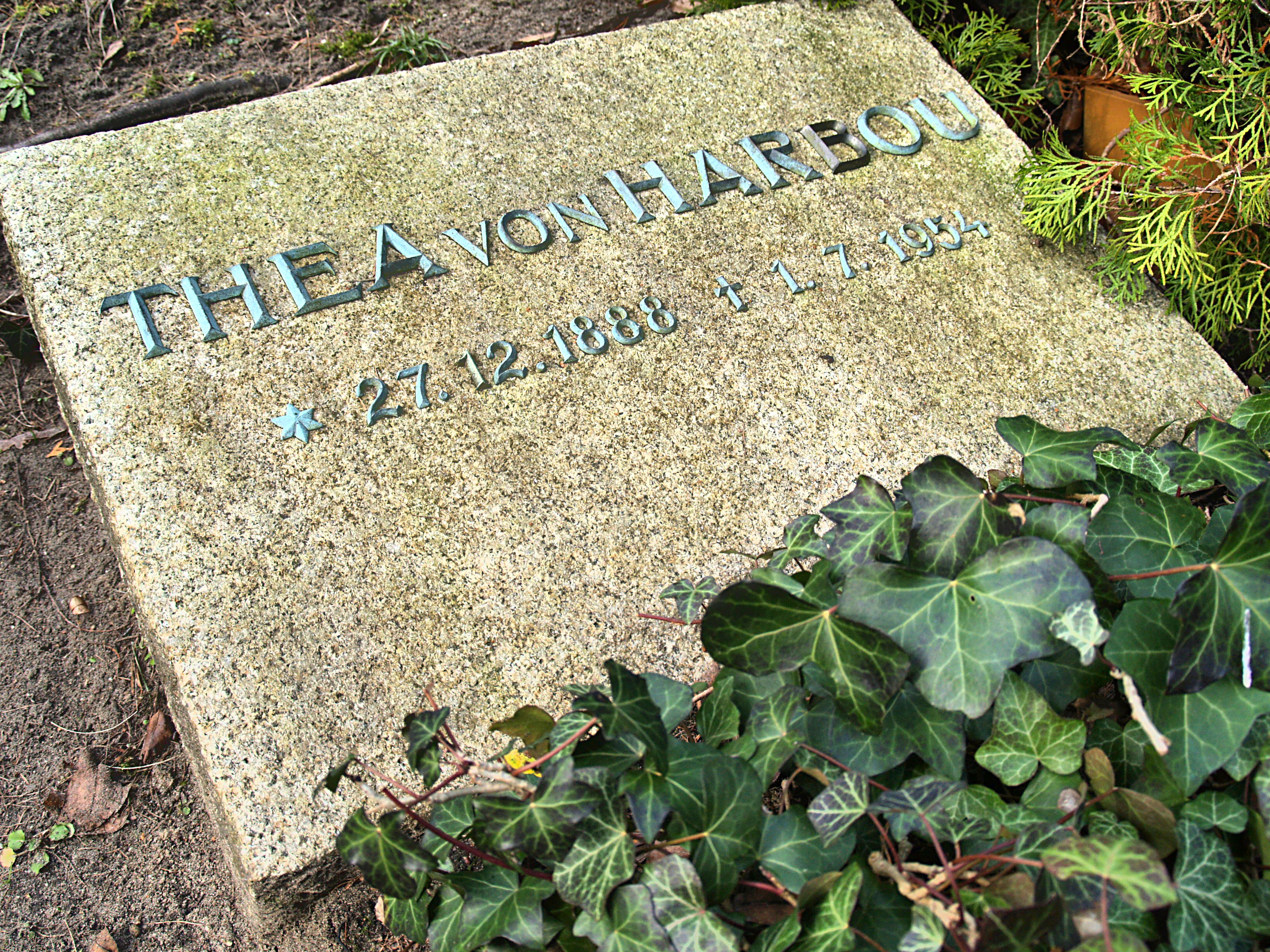
Ehrengrab von Thea von Harbou auf dem Friedhof Heerstraße in Berlin-Westend

Am 26. Juni 1954 nahm Thea von Harbou an einer nächtlichen Aufführung des Films Der müde Tod (1921) teil, der auf einem ihrer Drehbücher basierte und im Rahmen der Berlinale gezeigt wurde, und sprach dort über das Werk. Beim Verlassen des Filmtheaters stürzte sie auf einer Treppe und zog sich so schwere innere Verletzungen zu, dass sie fünf Tage später im Alter von 65 Jahren in einem Berliner Krankenhaus verstarb. Die bereits vorgesehene Verleihung des Bundesverdienstkreuzes an sie kam so nicht mehr zustande.
Die Beisetzung erfolgte auf dem landeseigenen Friedhof Heerstraße im heutigen Ortsteil Berlin-Westend. Auf Beschluss des Berliner Senats ist die letzte Ruhestätte von Thea von Harbou (Grablage: 6-H-10) seit 1980 als Ehrengrab des Landes Berlin gewidmet. Die Widmung wurde 2001 um die übliche Frist von zwanzig Jahren verlängert.

## Werke (Auswahl)

### Regie
- 1934: Elisabeth und der Narr
- 1934: Hanneles Himmelfahrt

### Drehbücher
- 1920: Die Legende von der heiligen Simplicia, Joe May
- 1920: Das wandernde Bild, Fritz Lang
- 1921: Das indische Grabmal (2 Teile), Joe May
- 1921: Der müde Tod, Fritz Lang
- 1922: Der brennende Acker, Friedrich Wilhelm Murnau
- 1922: Dr. Mabuse, der Spieler (2 Teile), Fritz Lang
- 1922: Phantom, Friedrich Wilhelm Murnau
- 1922/24: Die Nibelungen (2 Teile), Fritz Lang
- 1923: Die Austreibung, Friedrich Wilhelm Murnau
- 1923: Die Prinzessin Suwarin
- 1924: Die Finanzen des Großherzogs, Friedrich Wilhelm Murnau
- 1924: Michael, Carl Theodor Dreyer
- 1925: Zur Chronik von Grieshuus, Arthur von Gerlach
- 1927: Metropolis, Fritz Lang
- 1928: Spione, Fritz Lang
- 1929: Frau im Mond, Fritz Lang
- 1931: M, Fritz Lang
- 1932: Das erste Recht des Kindes, (Aus dem Tagebuch einer Frauenärztin), Fritz Wendhausen
- 1933: Das Testament des Dr. Mabuse, Fritz Lang (nach dem Roman Dr. Mabuses letztes Spiel von Norbert Jacques; 1932 geschrieben, aber erst 1950 publiziert)
- 1933: Der Läufer von Marathon, E. A. Dupont
- 1934: Hanneles Himmelfahrt
- 1934: Prinzessin Turandot
- 1935: Ein idealer Gatte, Herbert Selpin
- 1935: Ich war Jack Mortimer
- 1935: Der alte und der junge König, Hans Steinhoff
- 1936: Eine Frau ohne Bedeutung
- 1936: Die unmögliche Frau, Johannes Meyer
- 1937: Der zerbrochene Krug, Gustav Ucicky
- 1937: Der Herrscher, Veit Harlan
- 1938: Jugend
- 1938: Die Frau am Scheidewege
- 1938: Verwehte Spuren, Felix Lützkendorf, Veit Harlan
- 1939: Menschen vom Varieté, Josef von Báky
- 1939: Hurra! Ich bin Papa!, Kurt Hoffmann
- 1940: Lauter Liebe
- 1940: Wie konntest Du, Veronika!
- 1941: Am Abend auf der Heide
- 1941: Clarissa (ungenannt)
- 1941: Annelie
- 1944: Eine Frau für drei Tage
- 1944/48: Fahrt ins Glück, Erich Engel
- 1945: Via Mala
- 1945: Das Leben geht weiter, Wolfgang Liebeneiner
- 1951: Dr. Holl, Rolf Hansen
- 1953: Dein Herz ist meine Heimat, Richard Häussler

### Belletristik
- Wenn's Morgen wird. Roman. Deutsche Roman-Zeitung, Verlag von Otto Janke, Berlin 1905.
- Die nach uns kommen. Roman. Cotta, Stuttgart u. a. 1910.
- Der Krieg und die Frauen. Novellen. Cotta, Stuttgart u. a. 1913.
- Von Engeln und Teufelchen. Märchen. Cotta, Stuttgart u. a. 1913.
- Der unsterbliche Acker. Ein Kriegsroman. Cotta, Stuttgart u. a. 1915.
- Die Masken des Todes. Sieben Geschichten in einer. Cotta, Stuttgart u. a. 1915.
- Du junge Wacht am Rhein! Cotta u. a. 1915.
- Deutsche Frauen. Bilder stillen Heldentums. Erzählungen, Leipzig 1915.
- Aus Abend und Morgen ein neuer Tag. Erzählungen. Salzer, Heilbronn 1916.
- Die deutsche Frau im Weltkrieg. Einblicke und Ausblicke. Hesse & Becker, Leipzig 1916.
- Das Mondscheinprinzeßchen. Levy & Müller, Stuttgart 1916.
- Die Flucht der Beate Hoyermann. Roman. Cotta, Stuttgart u. a. 1916.
- Der belagerte Tempel. Roman. (= Ullstein-Bücher. Bd. 88, ZDB-ID 2591030-9). Ullstein, Berlin u. a. 1917.
- Adrian Drost und sein Land. Roman. (= Ullstein 3 M.-Romane. Bd. 61). Ullstein, Berlin u. a. 1918.
- Das indische Grabmal. Roman. (= Ullstein 3 M.-Romane. Bd. 54). Ullstein, Berlin u. a. 1918.
  - Das indische Grabmal. Roman (= Fischer 2705 Bibliothek der phantastischen Abenteuer). Fischer-Taschenbuch-Verlag, Frankfurt am Main 1986, ISBN 3-596-22705-4.
- Legenden. Ullstein, Berlin 1919.
- Sonderbare Heilige – zehn Novellen. Scherl, Berlin 1919.
- Die unheilige Dreifaltigkeit. Salzer, Heilbronn 1920.
- Gold im Feuer. Levy & Müller, Stuttgart ca. 1920.
- Das Haus ohne Tür und Fenster. Roman. Ullstein, Berlin 1920.
- Das Nibelungenbuch. Mit 24 Bildbeilagen aus dem Decla-Ufa-Film „Die Nibelungen“. Drei Masken, München 1923.
- Die Insel der Unsterblichen. Roman. Scherl, Berlin 1926.
- Metropolis. Roman. Scherl, Berlin 1926.
  - Metropolis. Roman Reihe: Ozeanische Bibliothek. Hg. und Nachwort Herbert W. Franke.- Neuausg. Ullstein Nr. 20447, Frankfurt 1984, ISBN 3-548-20447-3.
  - Metropolis. Roman, Revised Band 14, Wien 2014 (Milena Verlag) ISBN 978-3-902950-10-9.
- Mann zwischen Frauen. Novellen. Eichblatt, Leipzig 1927.
- Frau im Mond. Roman. Scherl, Berlin 1928.
  - Frau im Mond. Roman (= Heyne-Bücher 06, Heyne-Science-fiction & Fantasy 4676). Neuausgabe, Taschenbuchausgabe. Mit einem Bildteil und einem Nachwort anlässlich des 20. Jahrestages der 1. Mondlandung am 20. Juli 1969. Heyne, München 1989, ISBN 3-453-03620-4.
- Spione. Roman. Mit 16 Bildern aus dem gleichnamigen Film. Scherl, Berlin 1928.
- Du bist unmöglich, Jo. Roman  Ullstein 1931.
- Liebesbriefe aus St. Florin. Novelle. J.J. Weber, Leipzig 1935 (Weberschiffchen-Bücherei 6).
- Lotos. Roman. Deutscher Verlag, Berlin 1941.[16]
- Der Dieb von Bagdad. Steinbock, Holzminden 1949.
- Schatten der Vergangenheit, Film und Mode Revue 1951.
- Gartenstraße 64. Ullstein, Berlin 1952.